# Graczowka (rejon graczowski)
Graczowka (ros. Грачёвка) – wieś (sieło) w Rosji, w obwodzie orenburskim, ośrodek administracyjny rejonu graczowskiego. W 2010 liczyła 6122 mieszkańców.